# Tübingen (district)
Districtul Tübingen este un Kreis în landul Baden-Württemberg, Germania.
1. 1 2 3  GeoNames